# Kap Ellsworth
Das Kap Ellsworth ist eine 290 m hohe Felsenklippe, die das nördliche Ende von Young Island in der Gruppe der ostantarktischen Balleny-Inseln bildet.
Teilnehmer der britischen Discovery Investigations benannten das Kap 1936 nach dem US-amerikanischen Polarforscher Lincoln Ellsworth (1880–1951). Die Besatzung der RRS Discovery II hatte im Januar 1936 Ellsworth nach seinem antarktischen Transkontinentalflug von der Forschungsbasis Little America nahe der Bucht der Wale aufgenommen und anschließend auf dem Rückweg nach Australien Vermessungen in den Balleny-Inseln durchgeführt.